# Condylostylus ocellatus
Condylostylus ocellatus är en tvåvingeart som beskrevs av Octave Parent 1930. Condylostylus ocellatus ingår i släktet Condylostylus och familjen styltflugor. Inga underarter finns listade i Catalogue of Life.